# Abschnittsbefestigung Thal

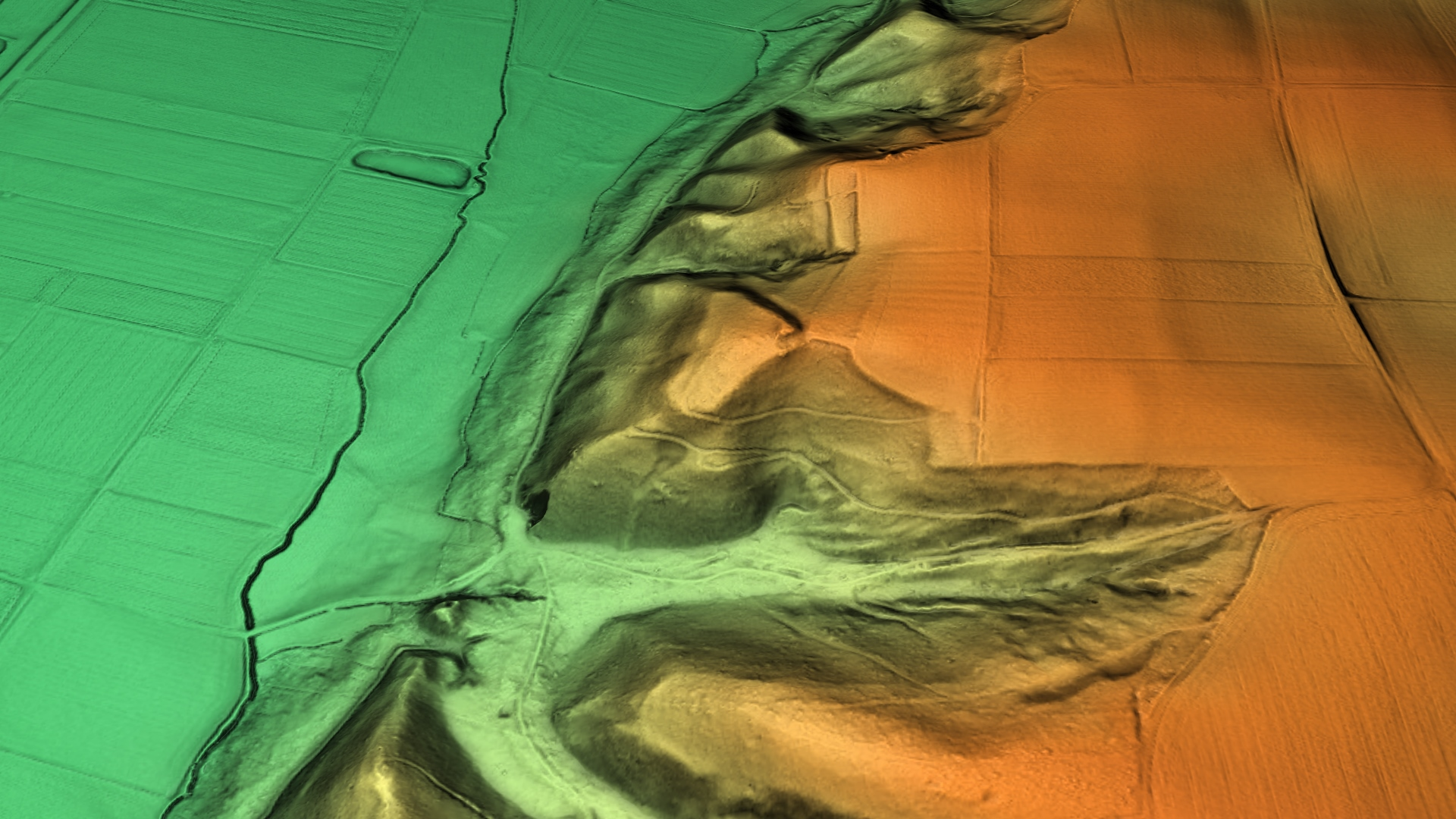
3D-Ansicht des digitalen Geländemodells

Die Abschnittsbefestigung Thal liegt südlich von Thal, einem Gemeindeteil der niederbayerischen Gemeinde Eching im Landkreis Landshut. Die Anlage wird als Bodendenkmal unter der Aktennummer D-2-7538-0066 als „Abschnittsbefestigung vor- und frühgeschichtlicher Zeitstellung, u.a. der jüngeren Urnenfelderzeit“ geführt. 250 m südlich davon befindet sich der Turmhügel Thal.

## Beschreibung
Die Abschnittsbefestigung Thal befindet sich 750 m südlich der Ortskirche St. Veit von Thal. Sie liegt auf einer bewaldeten Hangnase 60 m oberhalb des Erlenbaches. Die Anlage ist etwa 130 × 100 m groß; die leicht nach Osten geneigte Fläche wird durch einen 50 m langen Abschnittswall mit vorgelagertem Graben abgeriegelt. Die Höhendifferenz zwischen Wallkrone und Grabensohle beträgt 2,5 m. Der südliche Teil ist durch eine neuere Zuwegung eingeebnet worden.
Eine Probeuntersuchung des Wallanschnitts hat 1952 umfangreiches späturnenfelderzeitliches Scherbenmaterial erbracht. Zudem wurde eine 1,5 m dicke Rollsteinschicht ergraben, die nach innen von einer Kulturschicht aus versiegeltem Lehn mit Blatt- und Balkenabdrücken überlagert war. Die Funde werden in der Prähistorischen Staatssammlung in München aufbewahrt.